# كيفن جاكسون (مصارع رياضي)
كيفن جاكسون (بالإنجليزية: Kevin Jackson) هو مصارع رياضي أمريكي، ولد في 22 نوفمبر 1964 في فينيكس في الولايات المتحدة.

## وصلات خارجية
- كيفن جاكسون على موقع يو إف سي (الإنجليزية)
- كيفن جاكسون على موقع شيردوغ (الإنجليزية)
- كيفن جاكسون على موقع قاعدة بيانات المصارعة الدولية (الإنجليزية)
- كيفن جاكسون على موقع أوليمبيديا (الإنجليزية)
- كيفن جاكسون على موقع IMDb (الإنجليزية)
- كيفن جاكسون على موقع قاعدة بيانات الفيلم (الإنجليزية)